# Lukić
Lukić je hrvatsko, srpsko i crnogorsko prezime, koje se najčešće pojavljuje u Zagrebu, Rijeci, Osijeku, Slavonskom Brodu i Borovu.

## Osobe s prezimenomLukić
- Andrej Lukić (rođ. 1994.), hrvatski nogometaš
- Branislav Lukić (rođ. 1970.), multimedijski umjetnik iz BiH
- Darko Lukić (pijanist) (1922. – 1974.), hrvatski pijanist, glazbeni pedagog i publicist
- Darko Lukić (teatrolog) (rođ. 1962.), hrvatski teatrolog
- Dragan Lukić Luky (rođ 1970.), hrvatski pjevač
- Dragan Lukić (rođ. 1970.), srpski pjevač narodne glazbe
- Lepa Lukić (rođ. 1940.), hrvatski pjesnik
- Mihajlo Lukić (1886. – 1961.), general Domobranstva NDH
- Ozren Lukić Luka (1965. – 1992.), hrvatski geolog, speleolog, časnik HV
- Slavica Lukič (1963.), novinar
- Vitomir Lukić (1929. – 1991.), hrvatski književnik iz BiH
- Zorislav Lukić (rođ. 1960.), hrvatski povjesničar